# Jimmy Goodrich
Jimmy Goodrich (* 30. Juli 1900 in Scranton, Pennsylvania, USA als James Edward Moran; † 25. September 1982 in Fort Myers, Florida, USA) war ein US-amerikanischer Boxer im Leichtgewicht. 
Er war der Erste der in dieser Gewichtsklasse den Weltmeisterschaftstitel des ehemaligen Verbandes NYSAC hielt. Dies gelang ihm am 13. Juli im Jahre 1925 durch einen technischen K.-o.-Sieg in Runde 2 in einem auf 15 Runden angesetzten Kampf gegen den bis dahin ungeschlagenen Chilenen Stanislaus Loayza (29-0-0). Er verlor den Titel im Dezember desselben Jahres an Rocky Kansas durch einstimmigen Beschluss.